# Gymnocarpos
Gymnocarpos ist eine Pflanzengattung innerhalb der Familie der Nelkengewächse (Caryophyllaceae). Die etwa zehn Arten gedeihen in trockenen Regionen von den Kapverden bis China.

## Beschreibung

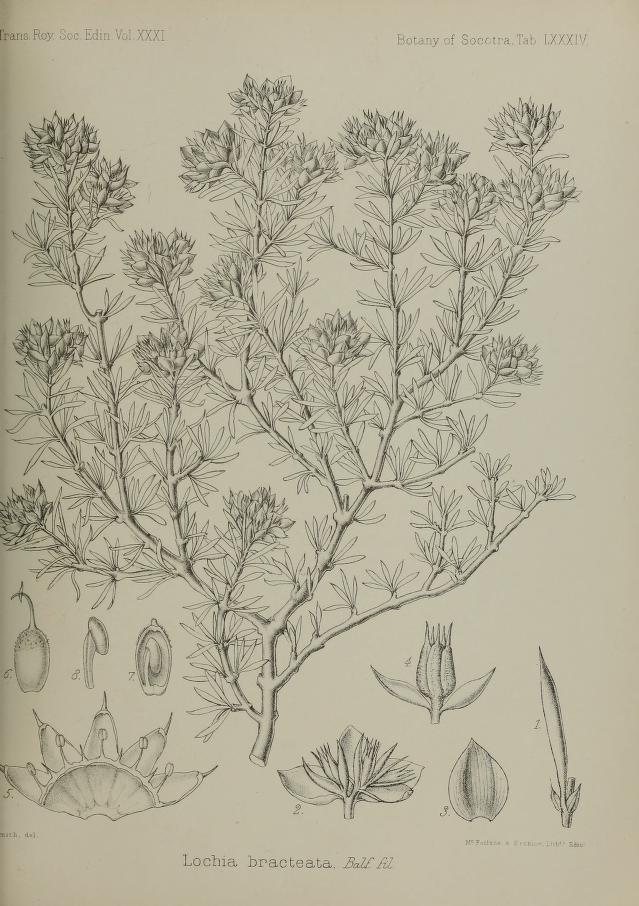
Illustration von Gymnocarpos bracteatus

### Vegetative Merkmale
Gymnocarpos-Arten sind kahle und starkverzweigte Halbsträucher oder krautige Pflanzen mit aufrechter oder niederliegender Sprossachse.
Die gegenständigen Laubblätter sind sitzend oder in kurzen Blattstiel sowie -spreite gegliedert. Die einfachen Blattspreiten sind fleischig, zylindrisch oder schwach rinnenförmig und im Umriss linealisch-verkehrtlanzettlich oder rundlich. Sie sind ganzrandig mit stumpfem oder spitzem oberen Ende und haben einen als Stachelspitze austretenden Mittelnerv. Die häutigen Nebenblätter sitzen zwischen den Blattstielen, sind eiförmig-dreieckig und zum äußersten Ende hin spitz; sie sind anfangs verwachsen, später getrennt. Der Blattrand ist annähernd ganzrandig bis fransig.

### Generative Merkmale
Die endständigen oder annähernd endständigen Blütenstände sind dichasisch oder teilweise monochasisch und bilden gelegentlich dichte kugelförmige Köpfe. Die Tragblätter sind häutig und nebenblattartig bis auffällig und ebenso groß bis sogar größer als die Blüten, oder sie sind laubblattartig mit gut ausgebildeter Spreite. Die Blüten sind in der Regel sitzend, nur die mittleren haben gelegentlich einen Blütenstiel.
Die Blütenachse ist verkehrt-kegelförmig und gelegentlich mit den Tragblättern verwachsen. Die fünf Kelchblätter sind am Rand häutig, Kronblätter fehlen. Die fünf Staubblätter liegen den Kelchblättern gegenüber und stehen wechselnd mit den fünf fadenförmigen bis dreieckigen Staminodien, die Staubbeutel sind breit länglich-rund. Der verkehrteiförmige, freie oder zu Teilen in den Blütenboden eingelassene Fruchtknoten ist im oberen Teil papillös. Der lange Griffel ist schlank, die Narbe dreigelappt.
Die Frucht hat ein häutiges Perikarp, ist im Umriss länglich und oberwärts papillös; sie reißt unregelmäßig auf. Die ei- bis nierenförmigen, braunen Samen sind leicht abgeflacht.

## Verbreitung
Die Gattung besiedelt trockene Regionen von den Kapverden und den Kanaren bis in die Mongolei und Nordwestchina. Mannigfaltigkeitszentrum ist das Horn von Afrika.

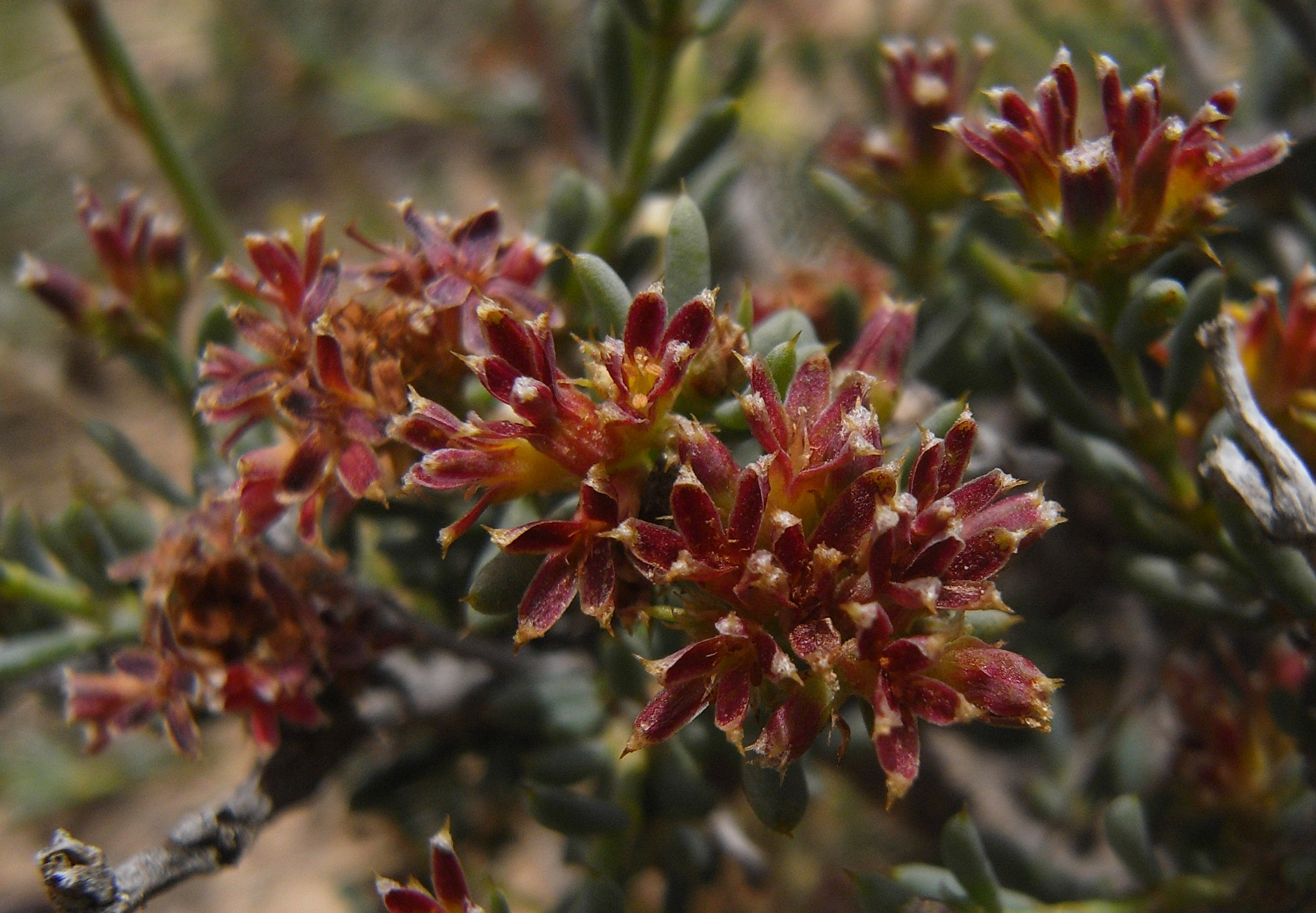
Blütenstand von Gymnocarpos decandrus

## Systematik
Die Gattung Gymnocarpos wurde 1775 durch Pehr Forsskål in Flora Aegyptiaco-Arabica, Seite 65 aufgestellt. Typusart ist Gymnocarpos decandrus Forssk.
Die Gattung Gymnocarpos gehört zur Unterfamilie der Paronychioideae; ihre genaue Position darin ist 2002 unklar. Eng verwandt ist sie mit den Gattungen der Mauermieren (Paronychia) sowie den Bruchkräutern (Herniaria). Molekulargenetischen Untersuchungen zufolge umfasst sie auch die (monotypische) Gattung Sclerocephalus, damit werden ihr zehn Arten zugerechnet.
Es gibt etwa zehn Arten:
- Gymnocarpos argenteus L.Petrusson & Thulin: Dieser Endemit gedeiht in Höhenlagen über 500 Metern nur im Jemen.
- Gymnocarpos bracteatus (Balf. f.) L.Petrusson & Thulin: Dieser Endemit gedeiht auf Sokotra in den Haghier Mountains in Höhenlagen von 300 bis 900 Metern.
- Nacktfrucht (Gymnocarpos decandrus Forssk.): Sie kommt in den Halbwüsten Nordafrikas und Vorderasiens von den Kanaren und Marokko im Westen bis Afghanistan und Pakistan im Osten vor.
- Gymnocarpos dhofarensis L.Petrusson & Thulin: Sie kommt nur in Südarabien in Höhenlagen von 500 bis 1300 Metern vor.
- Gymnocarpos kuriensis (Radcl.-Sm.) L.Petrusson & Thulin; kommt nur auf Abd al-Kuri und auf Sokotra vor.
- Gymnocarpos mahranus L.Petrusson & Thulin, kommt nur im Süd-Jemen bei Mahra vor.
- Gymnocarpos parvibractus (M.G.Gilbert) L.Petrusson & Thulin: Dieser Endemit gedeiht in Höhenlagen um 70 Metern nur in Somalia.
- Gymnocarpos przewalskii Maxim.; ist in Nordwest-China und der Mongolei verbreitet.[1]
- Gymnocarpos rotundifolius L.Petrusson & Thulin: Dieser Endemit gedeiht nur in Höhenlagen von 0 bis 100 Metern nur im Oman.
- Gymnocarpos sclerocephalus (Decne.) Ahlgren & Thulin (Syn. Sclerocephalus arabicus Boiss.): Das Verbreitungsgebiet reicht von den Kapverden über Nordafrika bis Süd-Arabien, Irak und den westlichen Iran.[1]